# Tour de Colombie féminin 2018
La 9e édition du Tour de Colombie féminin a lieu du 10 au 14 octobre 2018. La course fait partie du calendrier international féminin UCI 2018 en catégorie 2.2.

## Équipes
| Équipes féminines professionnelles (2)- Swapit Agolico - Team Illuminate Équipes nationales (2)- Colombie - Costa Rica Équipe féminines amateur (16)- A Rueda Autolarte - Boyacá es Para Vivirla - Boyacá Raza de Campeones - Coldeportes Zenú - Avinal-Sistecredito-GW - Merquimia Team - Fundación Universitaria San Mateo - Construval-San Mateo - Mixto-Proyecta Ingenieros - Pedalea Cycling Team - IMRD Chía-Monserrate - Liga de Cordova-Gaviria - Bogotá IDRD-Fundación Gero - Team HyF Health - Natural Ropa Deportiva KG - Cycling Girls Team |
| |

## Étapes
| Étape     | Date    | Villes étapes                 | type                        | Distance (km) | Vainqueur d'étape | Leader du classement général |
| --------- | ------- | ----------------------------- | --------------------------- | ------------- | ----------------- | ---------------------------- |
| 1re étape | 10 oct. | Zipaquirá – Saboyá            | étape de plaine             | 105,6         | Brenda Santoyo    | Brenda Santoyo               |
| 2e étape  | 11 oct. | Chiquinquirá – Vélez          | étape vallonnée             | 96,7          | Paula Patiño      | Brenda Santoyo               |
| 3e étape  | 12 oct. | Nobsa – Santa Rosa de Viterbo | contre-la-montre individuel | 25            | Cristina Sanabria | Cristina Sanabria            |
| 4e étape  | 13 oct. | Duitama – Socha               | étape vallonnée             | 59,7          | Marcela Prieto    | Cristina Sanabria            |
| 5e étape  | 14 oct. | Sogamoso – Sogamoso           | étape de plaine             | 85,6          | Lilibeth Chacón   | Cristina Sanabria            |

## Déroulement de la course

### 1reétape
| \| Classement de l'étape \| Classement de l'étape \| Classement de l'étape \| Classement de l'étape \| Classement de l'étape \| \| Coureuse \| Coureuse \| Pays \| Équipe \| Temps \| \| --------------------- \| --------------------- \| --------------------- \| -------------------------- \| --------------------- \| \| 1re \| Brenda Santoyo \| Mexique \| Swapit Agolico \| 3 h 03 min 13 s \| \| 2e \| Ariadna Gutiérrez \| Mexique \| Swapit Agolico \| + 2 s \| \| 3e \| Liliana Moreno \| Colombie \| Mixto-Proyecta Ingenieros \| + 2 s \| \| 4e \| Paula Patiño \| Colombie \| Coldeportes Zenú \| + 5 s \| \| 5e \| Deisy Daniela Barrera \| Colombie \| Boyacá es Para Vivirla \| + 5 s \| \| 6e \| Cristina Sanabria \| Colombie \| Colombie \| + 5 s \| \| 7e \| Tatiana Dueñas \| Colombie \| Coldeportes Zenú \| + 5 s \| \| 8e \| Lilibeth Chacón \| Venezuela \| Cycling Girls Team \| + 8 s \| \| 9e \| Katherin Montoya \| Colombie \| Avinal-Sistecredito-GW \| + 8 s \| \| 10e \| Mónica Johana Vargas \| Colombie \| Bogotá IDRD-Fundación Gero \| + 8 s \| |                       |           |                            |                 |
| |                       |           |                            |                 |
| |                       |           |                            |                 |
| Classement de l'étape |                       |           |                            |                 |
| Coureuse | Coureuse              | Pays      | Équipe                     | Temps           |
| 1re | Brenda Santoyo        | Mexique   | Swapit Agolico             | 3 h 03 min 13 s |
| 2e | Ariadna Gutiérrez     | Mexique   | Swapit Agolico             | + 2 s           |
| 3e | Liliana Moreno        | Colombie  | Mixto-Proyecta Ingenieros  | + 2 s           |
| 4e | Paula Patiño          | Colombie  | Coldeportes Zenú           | + 5 s           |
| 5e | Deisy Daniela Barrera | Colombie  | Boyacá es Para Vivirla     | + 5 s           |
| 6e | Cristina Sanabria     | Colombie  | Colombie                   | + 5 s           |
| 7e | Tatiana Dueñas        | Colombie  | Coldeportes Zenú           | + 5 s           |
| 8e | Lilibeth Chacón       | Venezuela | Cycling Girls Team         | + 8 s           |
| 9e | Katherin Montoya      | Colombie  | Avinal-Sistecredito-GW     | + 8 s           |
| 10e | Mónica Johana Vargas  | Colombie  | Bogotá IDRD-Fundación Gero | + 8 s           |

| \| Classement général \| Classement général \| Classement général \| Classement général \| Classement général \| \| Coureuse \| Coureuse \| Pays \| Équipe \| Temps \| \| ------------------ \| --------------------- \| ------------------ \| -------------------------- \| ------------------ \| \| 1re \| Brenda Santoyo \| Mexique \| Swapit Agolico \| 3 h 02 min 59 s \| \| 2e \| Ariadna Gutiérrez \| Mexique \| Swapit Agolico \| + 10 s \| \| 3e \| Liliana Moreno \| Colombie \| Mixto-Proyecta Ingenieros \| + 12 s \| \| 4e \| Paula Patiño \| Colombie \| Coldeportes Zenú \| + 19 s \| \| 5e \| Deisy Daniela Barrera \| Colombie \| Boyacá es Para Vivirla \| + 19 s \| \| 6e \| Cristina Sanabria \| Colombie \| Colombie \| + 19 s \| \| 7e \| Tatiana Dueñas \| Colombie \| Coldeportes Zenú \| + 19 s \| \| 8e \| Katherin Montoya \| Colombie \| Avinal-Sistecredito-GW \| + 20 s \| \| 9e \| Lilibeth Chacón \| Venezuela \| Cycling Girls Team \| + 22 s \| \| 10e \| Mónica Johana Vargas \| Colombie \| Bogotá IDRD-Fundación Gero \| + 22 s \| |                       |           |                            |                 |
| |                       |           |                            |                 |
| |                       |           |                            |                 |
| Classement général |                       |           |                            |                 |
| Coureuse | Coureuse              | Pays      | Équipe                     | Temps           |
| 1re | Brenda Santoyo        | Mexique   | Swapit Agolico             | 3 h 02 min 59 s |
| 2e | Ariadna Gutiérrez     | Mexique   | Swapit Agolico             | + 10 s          |
| 3e | Liliana Moreno        | Colombie  | Mixto-Proyecta Ingenieros  | + 12 s          |
| 4e | Paula Patiño          | Colombie  | Coldeportes Zenú           | + 19 s          |
| 5e | Deisy Daniela Barrera | Colombie  | Boyacá es Para Vivirla     | + 19 s          |
| 6e | Cristina Sanabria     | Colombie  | Colombie                   | + 19 s          |
| 7e | Tatiana Dueñas        | Colombie  | Coldeportes Zenú           | + 19 s          |
| 8e | Katherin Montoya      | Colombie  | Avinal-Sistecredito-GW     | + 20 s          |
| 9e | Lilibeth Chacón       | Venezuela | Cycling Girls Team         | + 22 s          |
| 10e | Mónica Johana Vargas  | Colombie  | Bogotá IDRD-Fundación Gero | + 22 s          |

### 2eétape
| \| Classement de l'étape \| Classement de l'étape \| Classement de l'étape \| Classement de l'étape \| Classement de l'étape \| \| Coureuse \| Coureuse \| Pays \| Équipe \| Temps \| \| --------------------- \| --------------------- \| --------------------- \| -------------------------- \| --------------------- \| \| 1re \| Paula Patiño \| Colombie \| Coldeportes Zenú \| 2 h 43 min 33 s \| \| 2e \| Liliana Moreno \| Colombie \| Mixto-Proyecta Ingenieros \| + 3 s \| \| 3e \| Ariadna Gutiérrez \| Mexique \| Mixto-Proyecta Ingenieros \| + 3 s \| \| 4e \| Brenda Santoyo \| Mexique \| Swapit Agolico \| + 6 s \| \| 5e \| Cristina Sanabria \| Colombie \| Colombie \| + 14 s \| \| 6e \| Estefanía Herrera \| Colombie \| Coldeportes Zenú \| + 19 s \| \| 7e \| Marcela Prieto \| Mexique \| Swapit Agolico \| + 23 s \| \| 8e \| Miryam Núñez \| Équateur \| Cycling Girls Team \| + 23 s \| \| 9e \| Jessenia Meneses \| Colombie \| Avinal-Sistecredito-GW \| + 23 s \| \| 10e \| Mónica Johana Vargas \| Colombie \| Bogotá IDRD-Fundación Gero \| + 23 s \| |                      |          |                            |                 |
| |                      |          |                            |                 |
| |                      |          |                            |                 |
| Classement de l'étape |                      |          |                            |                 |
| Coureuse | Coureuse             | Pays     | Équipe                     | Temps           |
| 1re | Paula Patiño         | Colombie | Coldeportes Zenú           | 2 h 43 min 33 s |
| 2e | Liliana Moreno       | Colombie | Mixto-Proyecta Ingenieros  | + 3 s           |
| 3e | Ariadna Gutiérrez    | Mexique  | Mixto-Proyecta Ingenieros  | + 3 s           |
| 4e | Brenda Santoyo       | Mexique  | Swapit Agolico             | + 6 s           |
| 5e | Cristina Sanabria    | Colombie | Colombie                   | + 14 s          |
| 6e | Estefanía Herrera    | Colombie | Coldeportes Zenú           | + 19 s          |
| 7e | Marcela Prieto       | Mexique  | Swapit Agolico             | + 23 s          |
| 8e | Miryam Núñez         | Équateur | Cycling Girls Team         | + 23 s          |
| 9e | Jessenia Meneses     | Colombie | Avinal-Sistecredito-GW     | + 23 s          |
| 10e | Mónica Johana Vargas | Colombie | Bogotá IDRD-Fundación Gero | + 23 s          |

| \| Classement général \| Classement général \| Classement général \| Classement général \| Classement général \| \| Coureuse \| Coureuse \| Pays \| Équipe \| Temps \| \| ------------------ \| -------------------- \| ------------------ \| -------------------------- \| ------------------ \| \| 1re \| Brenda Santoyo \| Mexique \| Swapit Agolico \| 5 h 46 min 37 s \| \| 2e \| Paula Patiño \| Colombie \| Coldeportes Zenú \| + 4 s \| \| 3e \| Liliana Moreno \| Colombie \| Mixto-Proyecta Ingenieros \| + 4 s \| \| 4e \| Ariadna Gutiérrez \| Mexique \| Swapit Agolico \| + 4 s \| \| 5e \| Cristina Sanabria \| Colombie \| Colombie \| + 28 s \| \| 6e \| Mónica Johana Vargas \| Colombie \| Bogotá IDRD-Fundación Gero \| + 40 s \| \| 7e \| Estefanía Herrera \| Colombie \| Coldeportes Zenú \| + 41 s \| \| 8e \| Marcela Prieto \| Mexique \| Swapit Agolico \| + 45 s \| \| 9e \| Miryam Núñez \| Équateur \| Cycling Girls Team \| + 45 s \| \| 10e \| Jessenia Meneses \| Colombie \| Avinal-Sistecredito-GW \| + 1 min 03 s \| |                      |          |                            |                 |
| |                      |          |                            |                 |
| |                      |          |                            |                 |
| Classement général |                      |          |                            |                 |
| Coureuse | Coureuse             | Pays     | Équipe                     | Temps           |
| 1re | Brenda Santoyo       | Mexique  | Swapit Agolico             | 5 h 46 min 37 s |
| 2e | Paula Patiño         | Colombie | Coldeportes Zenú           | + 4 s           |
| 3e | Liliana Moreno       | Colombie | Mixto-Proyecta Ingenieros  | + 4 s           |
| 4e | Ariadna Gutiérrez    | Mexique  | Swapit Agolico             | + 4 s           |
| 5e | Cristina Sanabria    | Colombie | Colombie                   | + 28 s          |
| 6e | Mónica Johana Vargas | Colombie | Bogotá IDRD-Fundación Gero | + 40 s          |
| 7e | Estefanía Herrera    | Colombie | Coldeportes Zenú           | + 41 s          |
| 8e | Marcela Prieto       | Mexique  | Swapit Agolico             | + 45 s          |
| 9e | Miryam Núñez         | Équateur | Cycling Girls Team         | + 45 s          |
| 10e | Jessenia Meneses     | Colombie | Avinal-Sistecredito-GW     | + 1 min 03 s    |

### 3eétape
| \| Classement de l'étape \| Classement de l'étape \| Classement de l'étape \| Classement de l'étape \| Classement de l'étape \| \| Coureuse \| Coureuse \| Pays \| Équipe \| Temps \| \| --------------------- \| --------------------- \| --------------------- \| ------------------------- \| --------------------- \| \| 1re \| Cristina Sanabria \| Colombie \| Colombie \| 39 min 58 s \| \| 2e \| Estefanía Herrera \| Colombie \| Coldeportes Zenú \| + 55 s \| \| 3e \| Brenda Santoyo \| Mexique \| Swapit Agolico \| + 1 min 05 s \| \| 4e \| Marcela Prieto \| Mexique \| Swapit Agolico \| + 1 min 08 s \| \| 5e \| Liliana Moreno \| Colombie \| Mixto-Proyecta Ingenieros \| + 1 min 30 s \| \| 6e \| Paula Patiño \| Colombie \| Coldeportes Zenú \| + 2 min 14 s \| \| 7e \| Miryam Núñez \| Équateur \| Cycling Girls Team \| + 2 min 15 s \| \| 8e \| Serika Gulumá \| Colombie \| Cycling Girls Team \| + 2 min 51 s \| \| 9e \| Lilibeth Chacón \| Venezuela \| Cycling Girls Team \| + 3 min 09 s \| \| 10e \| Lorena Colmenares \| Colombie \| Boyacá Raza de Campeones \| + 3 min 14 s \| |                   |           |                           |              |
| |                   |           |                           |              |
| |                   |           |                           |              |
| Classement de l'étape |                   |           |                           |              |
| Coureuse | Coureuse          | Pays      | Équipe                    | Temps        |
| 1re | Cristina Sanabria | Colombie  | Colombie                  | 39 min 58 s  |
| 2e | Estefanía Herrera | Colombie  | Coldeportes Zenú          | + 55 s       |
| 3e | Brenda Santoyo    | Mexique   | Swapit Agolico            | + 1 min 05 s |
| 4e | Marcela Prieto    | Mexique   | Swapit Agolico            | + 1 min 08 s |
| 5e | Liliana Moreno    | Colombie  | Mixto-Proyecta Ingenieros | + 1 min 30 s |
| 6e | Paula Patiño      | Colombie  | Coldeportes Zenú          | + 2 min 14 s |
| 7e | Miryam Núñez      | Équateur  | Cycling Girls Team        | + 2 min 15 s |
| 8e | Serika Gulumá     | Colombie  | Cycling Girls Team        | + 2 min 51 s |
| 9e | Lilibeth Chacón   | Venezuela | Cycling Girls Team        | + 3 min 09 s |
| 10e | Lorena Colmenares | Colombie  | Boyacá Raza de Campeones  | + 3 min 14 s |

| \| Classement général \| Classement général \| Classement général \| Classement général \| Classement général \| \| Coureuse \| Coureuse \| Pays \| Équipe \| Temps \| \| ------------------ \| ------------------ \| ------------------ \| ------------------------- \| ------------------ \| \| 1re \| Cristina Sanabria \| Colombie \| Colombie \| 6 h 27 min 03 s \| \| 2e \| Brenda Santoyo \| Mexique \| Swapit Agolico \| + 37 s \| \| 3e \| Liliana Moreno \| Colombie \| Mixto-Proyecta Ingenieros \| + 1 min 06 s \| \| 4e \| Estefanía Herrera \| Colombie \| Coldeportes Zenú \| + 1 min 08 s \| \| 5e \| Marcela Prieto \| Mexique \| Swapit Agolico \| + 1 min 25 s \| \| 6e \| Paula Patiño \| Colombie \| Coldeportes Zenú \| + 1 min 50 s \| \| 7e \| Miryam Núñez \| Équateur \| Cycling Girls Team \| + 2 min 32 s \| \| 8e \| Ariadna Gutiérrez \| Mexique \| Swapit Agolico \| + 3 min 14 s \| \| 9e \| Jessenia Meneses \| Colombie \| Cycling Girls Team \| + 4 min 05 s \| \| 10e \| Jeniffer Medellin \| Colombie \| Mixto-Proyecta Ingenieros \| + 4 min 30 s \| |                   |          |                           |                 |
| |                   |          |                           |                 |
| |                   |          |                           |                 |
| Classement général |                   |          |                           |                 |
| Coureuse | Coureuse          | Pays     | Équipe                    | Temps           |
| 1re | Cristina Sanabria | Colombie | Colombie                  | 6 h 27 min 03 s |
| 2e | Brenda Santoyo    | Mexique  | Swapit Agolico            | + 37 s          |
| 3e | Liliana Moreno    | Colombie | Mixto-Proyecta Ingenieros | + 1 min 06 s    |
| 4e | Estefanía Herrera | Colombie | Coldeportes Zenú          | + 1 min 08 s    |
| 5e | Marcela Prieto    | Mexique  | Swapit Agolico            | + 1 min 25 s    |
| 6e | Paula Patiño      | Colombie | Coldeportes Zenú          | + 1 min 50 s    |
| 7e | Miryam Núñez      | Équateur | Cycling Girls Team        | + 2 min 32 s    |
| 8e | Ariadna Gutiérrez | Mexique  | Swapit Agolico            | + 3 min 14 s    |
| 9e | Jessenia Meneses  | Colombie | Cycling Girls Team        | + 4 min 05 s    |
| 10e | Jeniffer Medellin | Colombie | Mixto-Proyecta Ingenieros | + 4 min 30 s    |

### 4eétape
| \| Classement de l'étape \| Classement de l'étape \| Classement de l'étape \| Classement de l'étape \| Classement de l'étape \| \| Coureuse \| Coureuse \| Pays \| Équipe \| Temps \| \| --------------------- \| --------------------- \| --------------------- \| ------------------------- \| --------------------- \| \| 1re \| Marcela Prieto \| Mexique \| Swapit Agolico \| 1 h 44 min 09 s \| \| 2e \| Cristina Sanabria \| Colombie \| Colombie \| + 0 s \| \| 3e \| Liliana Moreno \| Colombie \| Mixto-Proyecta Ingenieros \| + 0 s \| \| 4e \| Paula Patiño \| Colombie \| Coldeportes Zenú \| + 15 s \| \| 5e \| Miryam Núñez \| Équateur \| Cycling Girls Team \| + 15 s \| \| 6e \| Estefanía Herrera \| Colombie \| Coldeportes Zenú \| + 17 s \| \| 7e \| Lilibeth Chacón \| Venezuela \| Cycling Girls Team \| + 17 s \| \| 8e \| Brenda Santoyo \| Mexique \| Swapit Agolico \| + 59 s \| \| 9e \| Ariadna Gutiérrez \| Mexique \| Swapit Agolico \| + 59 s \| \| 10e \| Natalia Pardo \| Colombie \| Coldeportes Zenú \| + 1 min 46 s \| |                   |           |                           |                 |
| |                   |           |                           |                 |
| |                   |           |                           |                 |
| Classement de l'étape |                   |           |                           |                 |
| Coureuse | Coureuse          | Pays      | Équipe                    | Temps           |
| 1re | Marcela Prieto    | Mexique   | Swapit Agolico            | 1 h 44 min 09 s |
| 2e | Cristina Sanabria | Colombie  | Colombie                  | + 0 s           |
| 3e | Liliana Moreno    | Colombie  | Mixto-Proyecta Ingenieros | + 0 s           |
| 4e | Paula Patiño      | Colombie  | Coldeportes Zenú          | + 15 s          |
| 5e | Miryam Núñez      | Équateur  | Cycling Girls Team        | + 15 s          |
| 6e | Estefanía Herrera | Colombie  | Coldeportes Zenú          | + 17 s          |
| 7e | Lilibeth Chacón   | Venezuela | Cycling Girls Team        | + 17 s          |
| 8e | Brenda Santoyo    | Mexique   | Swapit Agolico            | + 59 s          |
| 9e | Ariadna Gutiérrez | Mexique   | Swapit Agolico            | + 59 s          |
| 10e | Natalia Pardo     | Colombie  | Coldeportes Zenú          | + 1 min 46 s    |

| \| Classement général \| Classement général \| Classement général \| Classement général \| Classement général \| \| Coureuse \| Coureuse \| Pays \| Équipe \| Temps \| \| ------------------ \| ------------------ \| ------------------ \| ------------------------- \| ------------------ \| \| 1re \| Cristina Sanabria \| Colombie \| Colombie \| 8 h 11 min 06 s \| \| 2e \| Liliana Moreno \| Colombie \| Mixto-Proyecta Ingenieros \| + 1 min 08 s \| \| 3e \| Marcela Prieto \| Mexique \| Mixto-Proyecta Ingenieros \| + 1 min 21 s \| \| 4e \| Estefanía Herrera \| Colombie \| Coldeportes Zenú \| + 1 min 31 s \| \| 5e \| Brenda Santoyo \| Mexique \| Swapit Agolico \| + 1 min 42 s \| \| 6e \| Paula Patiño \| Colombie \| Coldeportes Zenú \| + 2 min 11 s \| \| 7e \| Miryam Núñez \| Équateur \| Cycling Girls Team \| + 2 min 50 s \| \| 8e \| Ariadna Gutiérrez \| Mexique \| Swapit Agolico \| + 4 min 19 s \| \| 9e \| Lilibeth Chacón \| Venezuela \| Cycling Girls Team \| + 5 min 28 s \| \| 10e \| Natalia Pardo \| Colombie \| Coldeportes Zenú \| + 6 min 30 s \| |                   |           |                           |                 |
| |                   |           |                           |                 |
| |                   |           |                           |                 |
| Classement général |                   |           |                           |                 |
| Coureuse | Coureuse          | Pays      | Équipe                    | Temps           |
| 1re | Cristina Sanabria | Colombie  | Colombie                  | 8 h 11 min 06 s |
| 2e | Liliana Moreno    | Colombie  | Mixto-Proyecta Ingenieros | + 1 min 08 s    |
| 3e | Marcela Prieto    | Mexique   | Mixto-Proyecta Ingenieros | + 1 min 21 s    |
| 4e | Estefanía Herrera | Colombie  | Coldeportes Zenú          | + 1 min 31 s    |
| 5e | Brenda Santoyo    | Mexique   | Swapit Agolico            | + 1 min 42 s    |
| 6e | Paula Patiño      | Colombie  | Coldeportes Zenú          | + 2 min 11 s    |
| 7e | Miryam Núñez      | Équateur  | Cycling Girls Team        | + 2 min 50 s    |
| 8e | Ariadna Gutiérrez | Mexique   | Swapit Agolico            | + 4 min 19 s    |
| 9e | Lilibeth Chacón   | Venezuela | Cycling Girls Team        | + 5 min 28 s    |
| 10e | Natalia Pardo     | Colombie  | Coldeportes Zenú          | + 6 min 30 s    |

### 5eétape
| \| Classement de l'étape \| Classement de l'étape \| Classement de l'étape \| Classement de l'étape \| Classement de l'étape \| \| Coureuse \| Coureuse \| Pays \| Équipe \| Temps \| \| --------------------- \| --------------------- \| --------------------- \| --------------------------------- \| --------------------- \| \| 1re \| Lilibeth Chacón \| Venezuela \| Cycling Girls Team \| 1 h 48 min 22 s \| \| 2e \| Milena Salcedo \| Colombie \| Colombie \| + 0 s \| \| 3e \| Vanesa Martínez \| Colombie \| A Rueda Autolarte \| + 0 s \| \| 4e \| Ingrid Porras \| Venezuela \| Fundación Universitaria San Mateo \| + 0 s \| \| 5e \| Sindra Narváez \| Colombie \| Cycling Girls Team \| + 0 s \| \| 6e \| María Latriglia \| Colombie \| Pedalea Cycling Team \| + 0 s \| \| 7e \| Jeniffer Medellin \| Colombie \| Mixto-Proyecta Ingenieros \| + 0 s \| \| 8e \| Yaneth González \| Colombie \| Fundación Universitaria San Mateo \| + 0 s \| \| 9e \| Lorena Colmenares \| Colombie \| Boyacá Raza de Campeones \| + 0 s \| \| 10e \| Brenda Santoyo \| Mexique \| Swapit Agolico \| + 0 s \| |                   |           |                                   |                 |
| |                   |           |                                   |                 |
| |                   |           |                                   |                 |
| Classement de l'étape |                   |           |                                   |                 |
| Coureuse | Coureuse          | Pays      | Équipe                            | Temps           |
| 1re | Lilibeth Chacón   | Venezuela | Cycling Girls Team                | 1 h 48 min 22 s |
| 2e | Milena Salcedo    | Colombie  | Colombie                          | + 0 s           |
| 3e | Vanesa Martínez   | Colombie  | A Rueda Autolarte                 | + 0 s           |
| 4e | Ingrid Porras     | Venezuela | Fundación Universitaria San Mateo | + 0 s           |
| 5e | Sindra Narváez    | Colombie  | Cycling Girls Team                | + 0 s           |
| 6e | María Latriglia   | Colombie  | Pedalea Cycling Team              | + 0 s           |
| 7e | Jeniffer Medellin | Colombie  | Mixto-Proyecta Ingenieros         | + 0 s           |
| 8e | Yaneth González   | Colombie  | Fundación Universitaria San Mateo | + 0 s           |
| 9e | Lorena Colmenares | Colombie  | Boyacá Raza de Campeones          | + 0 s           |
| 10e | Brenda Santoyo    | Mexique   | Swapit Agolico                    | + 0 s           |

## Classements finals

### Classement général final
| \| Classement général \| Classement général \| Classement général \| Classement général \| Classement général \| \| Coureuse \| Coureuse \| Pays \| Équipe \| Temps \| \| ------------------ \| ------------------ \| ------------------ \| ------------------------- \| ------------------ \| \| 1re \| Cristina Sanabria \| Colombie \| Colombie \| 9 h 59 min 28 s \| \| 2e \| Liliana Moreno \| Colombie \| Mixto-Proyecta Ingenieros \| + 1 min 06 s \| \| 3e \| Marcela Prieto \| Mexique \| Swapit Agolico \| + 1 min 21 s \| \| 4e \| Estefanía Herrera \| Colombie \| Coldeportes Zenú \| + 1 min 26 s \| \| 5e \| Brenda Santoyo \| Mexique \| Swapit Agolico \| + 1 min 39 s \| \| 6e \| Paula Patiño \| Colombie \| Coldeportes Zenú \| + 2 min 11 s \| \| 7e \| Miryam Núñez \| Équateur \| Cycling Girls Team \| + 2 min 50 s \| \| 8e \| Ariadna Gutiérrez \| Mexique \| Swapit Agolico \| + 4 min 19 s \| \| 9e \| Lilibeth Chacón \| Venezuela \| Cycling Girls Team \| + 5 min 18 s \| \| 10e \| Natalia Pardo \| Colombie \| Coldeportes Zenú \| + 6 min 30 s \| |                   |           |                           |                 |
| |                   |           |                           |                 |
| |                   |           |                           |                 |
| Classement général |                   |           |                           |                 |
| Coureuse | Coureuse          | Pays      | Équipe                    | Temps           |
| 1re | Cristina Sanabria | Colombie  | Colombie                  | 9 h 59 min 28 s |
| 2e | Liliana Moreno    | Colombie  | Mixto-Proyecta Ingenieros | + 1 min 06 s    |
| 3e | Marcela Prieto    | Mexique   | Swapit Agolico            | + 1 min 21 s    |
| 4e | Estefanía Herrera | Colombie  | Coldeportes Zenú          | + 1 min 26 s    |
| 5e | Brenda Santoyo    | Mexique   | Swapit Agolico            | + 1 min 39 s    |
| 6e | Paula Patiño      | Colombie  | Coldeportes Zenú          | + 2 min 11 s    |
| 7e | Miryam Núñez      | Équateur  | Cycling Girls Team        | + 2 min 50 s    |
| 8e | Ariadna Gutiérrez | Mexique   | Swapit Agolico            | + 4 min 19 s    |
| 9e | Lilibeth Chacón   | Venezuela | Cycling Girls Team        | + 5 min 18 s    |
| 10e | Natalia Pardo     | Colombie  | Coldeportes Zenú          | + 6 min 30 s    |

### Classements annexes

#### Classement par points
| Classement par points | Classement par points | Classement par points | Classement par points     | Classement par points |
| Coureuse              | Coureuse              | Pays                  | Équipe                    | Points                |
| --------------------- | --------------------- | --------------------- | ------------------------- | --------------------- |
| 1re                   | Brenda Santoyo        | Mexique               | Swapit Agolico            | 46 pts                |
| 2e                    | Liliana Moreno        | Colombie              | Mixto-Proyecta Ingenieros | 40 pts                |
| 3e                    | Paula Patiño          | Colombie              | Coldeportes Zenú          | 36 pts                |
| 4e                    | Cristina Sanabria     | Colombie              | Colombie                  | 35 pts                |
| 5e                    | Milena Salcedo        | Colombie              | Colombie                  | 32 pts                |
| 6e                    | Marcela Prieto        | Mexique               | Swapit Agolico            | 27 pts                |
| 7e                    | Lilibeth Chacón       | Venezuela             | Cycling Girls Team        | 27 pts                |
| 8e                    | Estefanía Herrera     | Colombie              | Coldeportes Zenú          | 26 pts                |
| 9e                    | Ariadna Gutiérrez     | Mexique               | Swapit Agolico            | 25 pts                |
| 10e                   | Miryam Núñez          | Équateur              | Cycling Girls Team        | 18 pts                |

#### Classement de la meilleure grimpeuse
| Classement de la montagne | Classement de la montagne | Classement de la montagne | Classement de la montagne | Classement de la montagne |
| Coureuse                  | Coureuse                  | Pays                      | Équipe                    | Points                    |
| ------------------------- | ------------------------- | ------------------------- | ------------------------- | ------------------------- |
| 1re                       | Liliana Moreno            | Colombie                  | Mixto-Proyecta Ingenieros | 31 pts                    |
| 2e                        | Cristina Sanabria         | Colombie                  | Colombie                  | 25 pts                    |
| 3e                        | Paula Patiño              | Colombie                  | Coldeportes Zenú          | 20 pts                    |
| 4e                        | Lilibeth Chacón           | Venezuela                 | Cycling Girls Team        | 17 pts                    |
| 5e                        | Marcela Prieto            | Mexique                   | Swapit Agolico            | 13 pts                    |
| 6e                        | Natalia Muñoz             | Colombie                  | Pedalea Cycling Team      | 7 pts                     |
| 7e                        | Brenda Santoyo            | Mexique                   | Swapit Agolico            | 6 pts                     |
| 8e                        | Miryam Núñez              | Équateur                  | Cycling Girls Team        | 6 pts                     |
| 9e                        | Natalia Pardo             | Colombie                  | Coldeportes Zenú          | 4 pts                     |
| 10e                       | Estefanía Herrera         | Colombie                  | Coldeportes Zenú          | 4 pts                     |

#### Classement de la meilleure sprinteuse
| Classement des sprints | Classement des sprints | Classement des sprints | Classement des sprints    | Classement des sprints |
| Coureuse               | Coureuse               | Pays                   | Équipe                    | Points                 |
| ---------------------- | ---------------------- | ---------------------- | ------------------------- | ---------------------- |
| 1re                    | Milena Salcedo         | Colombie               | Colombie                  | 20 pts                 |
| 2e                     | Katherin Montoya       | Colombie               | Avinal-Sistecredito-GW    | 10 pts                 |
| 3e                     | Brenda Santoyo         | Mexique                | Swapit Agolico            | 8 pts                  |
| 4e                     | Vanesa Martínez        | Colombie               | A Rueda Autolarte         | 6 pts                  |
| 5e                     | Estefanía Herrera      | Colombie               | Coldeportes Zenú          | 5 pts                  |
| 6e                     | Miryam Núñez           | Équateur               | Cycling Girls Team        | 3 pts                  |
| 7e                     | Andrea Ramírez         | Mexique                | Swapit Agolico            | 3 pts                  |
| 8e                     | Marcela Hernández      | Colombie               | Avinal-Sistecredito-GW    | 3 pts                  |
| 9e                     | Liliana Moreno         | Colombie               | Mixto-Proyecta Ingenieros | 2 pts                  |
| 10e                    | Natalia Pardo          | Colombie               | Coldeportes Zenú          | 2 pts                  |

#### Classement de la meilleure jeune
| Classement du meilleur jeune | Classement du meilleur jeune | Classement du meilleur jeune | Classement du meilleur jeune | Classement du meilleur jeune |
| Coureuse                     | Coureuse                     | Pays                         | Équipe                       | Temps                        |
| ---------------------------- | ---------------------------- | ---------------------------- | ---------------------------- | ---------------------------- |
| 1re                          | Brenda Santoyo               | Mexique                      | Swapit Agolico               | 10 h 01 min 07 s             |
| 2e                           | Paula Patiño                 | Colombie                     | Coldeportes Zenú             | + 32 s                       |
| 3e                           | Vanesa Martínez              | Colombie                     | A Rueda Autolarte            | + 5 min 49 s                 |
| 4e                           | Andrea Ramírez               | Mexique                      | Swapit Agolico               | + 8 min 20 s                 |
| 5e                           | Tatiana Dueñas               | Colombie                     | Coldeportes Zenú             | + 8 min 39 s                 |
| 6e                           | Daniela Atehortua            | Colombie                     | Avinal-Sistecredito-GW       | + 10 min 39 s                |
| 7e                           | Lina Rojas                   | Colombie                     | Bogotá IDRD-Fundación Gero   | + 11 min 26 s                |
| 8e                           | Daisy Puin                   | Colombie                     | A Rueda Autolarte            | + 13 min 22 s                |
| 9e                           | María Latriglia              | Colombie                     | Pedalea Cycling Team         | + 14 min 32 s                |